# Smeringopus buehleri
Smeringopus buehleri is een spinnensoort uit de familie trilspinnen (Pholcidae). De soort komt voor in Timor.